# Decatur Staleys 1920
La stagione 1920 dei Decatur Staleys è stata la prima della franchigia nella neonata American Professional Football Association.
Il club ebbe un record di 10–1–2 sotto la direzione dell'allenatore/giocatore George Halas, finendo al secondo posto in classifica. Le stelle degli Staleys erano Ed "Dutch" Sternaman, Jimmy Conzelman e lo stesso George Halas. Sternaman in particolare segnò 11 touchdown su corsa, uno su ricezione, 4 field goal e 3 extra point, totalizzando 87 dei 164 punti messi a segno dagli Staleys. Jimmy Conzelman segnò 2 TD su corsa e ne lanciò altri due. Halas guidò la squadra in touchdown su ricezione con 2. Nell'ultima partita della stagione, gli Staleys avevano bisogno di una vittoria contro gli Akron Pros per vincere il titolo. Akron invece riuscì a strappare un pareggio e vinse il suo primo titolo APFA.

## Calendario
| Stagione regolare |                           |                                |                           |                           |                           |                           |                           |                           |
| Turno             | Data                      | Avversario                     | Risultato                 | Stadio                    | Pubblico                  | Record                    |                           |                           |
| 1                 | Nessuna gara in programma | Nessuna gara in programma      | Nessuna gara in programma | Nessuna gara in programma | Nessuna gara in programma | Nessuna gara in programma | Nessuna gara in programma | Nessuna gara in programma |
| 2                 | 3/10/1920                 | vs. Moline Universal Tractors† | 20–0 V                    | Staley Field              | 1,500                     | 1–0                       |                           |                           |
| 3                 | 10/10/1920                | vs. Kewanee Walworths†         | 25–7 V                    | Staley Field              | 1,500                     | 2–0                       |                           |                           |
| 4                 | 17/10/1920                | at Rock Island Independents    | 7–0 V                     | Douglas Park              | 7,000                     | 3–0                       |                           |                           |
| 5                 | 24/10/1920                | at Chicago Tigers              | 10–0 V                    | Cubs Park                 | 5,000                     | 4–0                       |                           |                           |
| 6                 | 31/10/1920                | at Rockford AC†                | 29–0 V                    | Kishwaukee Park           |                           | 5–0                       |                           |                           |
| 7                 | 7/11/1920                 | at Rock Island Independents    | 0–0 P                     | Douglas Park              |                           | 5–0–1                     |                           |                           |
| 8                 | 11/11/1920                | at Champaign Legion†           | 20–0 V                    | Champaign, Illinois       |                           | 6–0–1                     |                           |                           |
| 8                 | 14/11/1920                | at Minneapolis Marines†        | 3–0 V                     | Nicollet Park             |                           | 7–0–1                     |                           |                           |
| 9                 | 21/11/1920                | vs. Hammond Pros               | 28–7 V                    | Staley Field              | 3,000                     | 8–0–1                     |                           |                           |
| 10                | 25/11/1920                | at Chicago Tigers              | 6–0 V                     | Cub Park                  | 8,000                     | 9–0–1                     |                           |                           |
| 10                | 28/11/1920                | at Chicago Cardinals           | 7–6 S                     | Normal Park               | 5,000                     | 9–1–1                     |                           |                           |
| 11                | 5/12/1920                 | at Chicago Cardinals           | 10–0 V                    | Cub Park                  | 11,000                    | 10–1–1                    |                           |                           |
| 12                | 12/12/1920                | vs. Akron Pros                 | 0–0 P                     | Cub Park                  | 12,000                    | 10–1–2                    |                           |                           |
| 13                | Nessuna gara in programma | Nessuna gara in programma      | Nessuna gara in programma | Nessuna gara in programma | Nessuna gara in programma | Nessuna gara in programma | Nessuna gara in programma | Nessuna gara in programma |

Legenda
† indica una squadra che non faceva parte della APFA
Dalla settimana 6 alla 8 non è nota l'affluenza alla gara

## Eredità
Cinque giocatori dei Decatur Staleys del 1920 furono introdotti nella Pro Football Hall of Fame. Guy Chamberlin nella classe del 1965, Jimmy Conzelman nella classe del 1964, Paddy Driscoll nella classe del 1965, George Halas nella classe del 1963 e George Trafton nella classe del 1964. La Pro Football Hall of Fame ha anche stilato la formazione ideale della NFL degli anni 1920. Ognuno dei giocatori precedentemente menzionati ne fa parte.